# Gerascanthus alliodorus
Gerascanthus alliodorus là loài thực vật có hoa trong họ Mồ hôi. Loài này được (Ruiz & Pav.) Borhidi mô tả khoa học đầu tiên năm 1988.